# Nowosiergiejewka (wieś w obwodzie kurskim)
Nowosiergiejewka (ros. Новосергеевка) – wieś (ros. деревня, trb. dieriewnia) w zachodniej Rosji, w sielsowiecie kołpakowskim rejonu kurczatowskiego w obwodzie kurskim.

## Geografia
Miejscowość położona jest nad rzeką Ralutin, 19,5 km od centrum administracyjnego rejonu (Kurczatow), 52 km od Kurska, w bezpośrednim sąsiedztwie centrum administracyjnego sielsowietu (Nowosiergiejewka).
W granicach miejscowości znajduje się 37 posesji.

## Demografia
W 2010 r. miejscowość zamieszkiwało 40 osób.